# TT260
La tombe thébaine TT 260 est située à Dra Abou el-Naga, dans la nécropole thébaine, sur la rive ouest du Nil, face à Louxor en Égypte.
C'est la tombe d'un dénommé Ouser qui a vécu pendant la XVIIIe dynastie sous le règne de Thoutmôsis III. Ouser est scribe, surveillant des champs d'Amon.